# سكلوب برازيلي
سكلوب برازيلي (الاسم العلمي: Cyclops brasiliensis) هو نوع من المفصليات يتبع جنس السكلوب من الفصيلة السكلوبية.